# Ranunculus oxyspermus
Ranunculus oxyspermus är en ranunkelväxtart som beskrevs av Carl Ludwig von Willdenow. Ranunculus oxyspermus ingår i släktet ranunkler, och familjen ranunkelväxter.

## Underarter
Arten delas in i följande underarter:
- R. o. carthalinicus
- R. o. curvirostris